# Número de Lelong
Em matemática, o número de Lelong é um invariante de um ponto de uma variedade analítica complexa que, em certo sentido, mede a densidade local naquele ponto. Foi introduzido por Lelong (1957). Mais geralmente, uma corrente positiva fechada (p,p) u em uma variedade complexa tem um número de Lelong n(u,x) para cada ponto x da variedade. Da mesma forma, uma função plurissubharmônica também possui um número de Lelong em um ponto.
Os números de Lelong são particularmente importantes para as chamadas funções plurissubharmônicas {\displaystyle \varphi }, indo como um fluxo de conjuntos {\displaystyle \Theta ={\tfrac {i}{\pi }}\partial {\overline {\partial }}\varphi }, de modo que a curvatura da métrica singular {\displaystyle \varphi } associada a {\displaystyle h=e^{-2\varphi }} considerada.

## Definições
O número de Lelong de uma função plurissubharmônica φ em um ponto x def Cn é
{\displaystyle \liminf _{z\rightarrow x}{\frac {\phi (z)}{\log |z-x|}}.}
Para um ponto x de um subconjunto analítico A de dimensão k pura,o número Lelong ν(A,x) é o limite da razão entre as áreas de A ∩ B(r,x) e uma bola de raio r em Ck as the radius tends to zero. (Aqui B(r,x) é uma bola de raio r centrada em x.) Em outras palavras, o número de Lelong é uma espécie de medida da densidade local de A próximo a x. Se x não estiver na subvariedade A, o número de Lelong será 0, e se x for um ponto regular, o número de Lelong será 1. Pode-se provar que o número de Lelong  ν(A,x) é sempre um número inteiro.

Também se {\displaystyle \Theta } for uma corrente positiva fechada com bidimensionalidade {\displaystyle (p,p)} em um ambiente coordenado {\displaystyle \Omega =\mathbb {C} ^{n}}. Definimos o funcional
{\displaystyle \sigma _{\Theta }=\Theta \wedge {\tfrac {1}{p!}}({\tfrac {\pi }{i}}\partial {\overline {\partial }}|z|^{2})^{p}}
onde {\displaystyle \wedge } denota o mínimo.
Em seguida, define-se o número de Lelong {\displaystyle \Theta } em pontos {\displaystyle x\in \Omega } como o valor
{\displaystyle \nu (\Theta ,x):=\lim _{r\to 0^{+}}\nu (\Theta ,x,r):=\lim _{r\to 0^{+}}{\frac {\sigma _{\Theta }(B(x,r))}{\pi ^{p}r^{2p}/p!}}}.
com {\displaystyle E_{c}(\Theta ):=\{x\in X\mid \nu (\Theta ,x)\geq c\}} é o conjunto de nível de {\displaystyle \Theta } definido para o nível {\displaystyle c\in [0,\infty ]}.